# Ivy
Ivy är en metod för att mäta en patients blödningstid, för att visa på den primära hemostasens funktion. Testet ger svar på trombocyternas funktion, kärlrespons och om von Willebrands faktor fungerar som den ska.
Ett lätt tryck skapas med en blodtrycksmanschett. Ett 5 mm långt och 1 mm djupt snitt görs i patientens underarm. Blodet torkas av var 30:e sekund, utan att röra vid sårets yta, för att upptäcka när det börjar koagulera.